# Titan (mythologie)
Titanide
Pour les articles homonymes, voir Titan.
Dans la mythologie grecque, les Titans (masculin, du grec Τιτάν / Titán et au pluriel Τιτᾶνες / Titânes) et les Titanides (féminin, du grec Τιτανίς / Titanís et au pluriel Τιτανίδες / Titanídes) sont des divinités, enfants d'Ouranos et de Gaïa, ayant précédé les Cronides et les dieux de l'Olympe.
Ayant pour demeure le mont Othrys, les Titans et les Titanides sont douze des enfants de Gaïa (la Terre) et d'Ouranos (le Ciel) : Thémis, Phébé, Céos, Cronos, Crios, Mnémosyne, Océan, Téthys, Japet, Hypérion, Théia et Rhéa.
Divinités d'une force incroyable, ils ont régné au cours du légendaire Âge d'or et ont également composé le premier panthéon des divinités grecques.

## Étymologie
Pour Daniel E. Gershenson, l'étymologie du nom Titan est probablement « celui qui habite dans les cieux ». Le même nom serait à l'origine du mot « Satan » en hébreu.

## Définition
Les Titans — Titanides au féminin — sont les enfants d'Ouranos et de Gaïa et, plus généralement, la première génération divine. Il n'existe nulle preuve qu'un culte leur ait été rendu. Cependant, certains vestiges ont pu être interprétés comme étant des anciens lieux de culte leur étant dédiés, comme les restes d'un bâtiment de l'époque archaïque mis au jour à Phaïstos, en Crète, parfois interprété comme ayant été un temple de Rhéa, ou encore le site du mont Cronion, en Élide, qui aurait servi au culte de plusieurs divinités au début des âges obscurs, notamment Cronos et Thémis.
Selon La Théogonie d’Hésiode, ils sont six frères et six sœurs enfantés par Gaïa « des embrassements d'Ouranos » :
- Océanos, l'aîné, maître des eaux ;
- Koios, « celui qui pense » ;
- Crios, qui se tient à l'ouest ;
- Hypérion, « celui qui est au-dessus », le feu céleste ;
- Japet, « celui qui précipite », ancêtre des humains ;
- Théia, « la divine », créatrice des métaux précieux ;
- Rhéa, épouse de Cronos ;
- Thémis, « la loi divine », qui préside à la justice ;
- Mnémosyne, « celle qui se souvient », fondatrice du langage ;
- Phébé, « la brillante », couronnée d'or, l'éclat de la Lune ;
- Téthys, qui préside à la fécondité marine ;
- Cronos, né en dernier, qui émasculera son père avec une faucille et le détrônera[3].

Cependant le nombre de Titans varie selon les traditions. Par exemple, Apollodore dans sa Bibliothèque ajoute une septième Titanide Dioné : 

« Il eut ensuite d'autres fils, appelés Titans, savoir, l'Océan, Cœüs, Hypérion, Crius, Japet, et Saturne, le dernier de tous ; et des filles, nommées les Titanides, qui furent Téthys, Rhéa, Thémis, Mnémosyne, Phœbé, Dioné et Thia. »

Les Cyclopes dits au « cœur violent » (Brontès, Stéropès et Arghès) ainsi que les Hécatonchires (Cottos, Gyès et Briarée), tous fils d'Ouranos et de Gaïa, ne sont pas considérés comme des Titans.

## Le règne des Titans

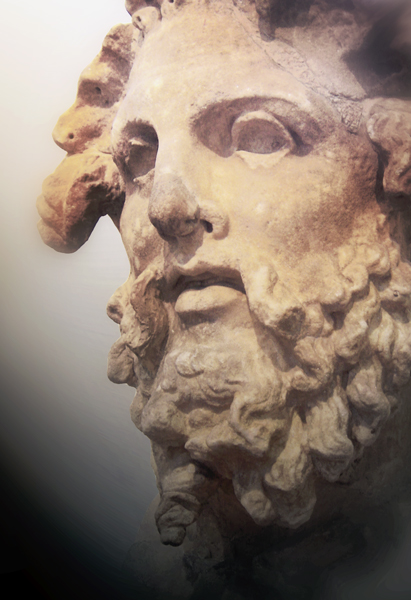
Tête de Titan au musée archéologique d'Athènes.

### Le renversement d'Ouranos
Premier maître du monde, considérant sa couronne, Ouranos expédia les Hécatonchires (trois énormes géants possédant cents bras et cinquante têtes) et les Cyclopes dans le Tartare, la région la plus basse des Enfers, parce qu'il les craint et les hait.
Selon une première version, il voulut s’unir à Gaïa encore une fois mais finalement, restant en elle, empêcha ses nouveaux enfants, les Titans, de sortir du ventre de leur mère, de peur de rencontrer de nouveau des enfants aussi terribles que les précédents.
Furieuse, Gaïa incita les Titans à renverser Ouranos, mais seul le plus jeune, Cronos, réagit. Avec une faucille que Gaïa avait fabriquée dans son ventre, il coupa le pénis de son père. Ouranos se détacha alors de Gaïa, et son sexe tomba dans la mer. Des gouttes de sang jaillirent de la blessure : de  là naquirent Aphrodite (déesse de l'amour), les Érinyes, et les Méliades (nymphes des frênes).
Selon une seconde version, Gaïa se serait plainte auprès de son fils Cronos des maltraitances d'Ouranos ; Cronos, pour venger sa mère, aurait attendu que son père vienne se coucher près de sa femme pour l'émasculer.
Afin de combattre Ouranos, Cronos dut libérer ses frères les Hécatonchires et les Cyclopes faits prisonniers dans le Tartare par leur père. Obtenant ainsi leur aide, Cronos renversa Ouranos et devint donc maître du monde et des cieux ; mais il se révéla aussi tyrannique que son père et les renvoya finalement  dans le Tartare, de peur qu'il ne soient dangereux pour lui.
Remplis de haine pour Cronos, les Hécatonchires et les Cyclopes s'allièrent aussi à Zeus lorsque celui-ci à son tour livra la guerre à son père pour prendre le pouvoir et lutter contre la tyrannie.

### Règne de Cronos: l'Âge d'or

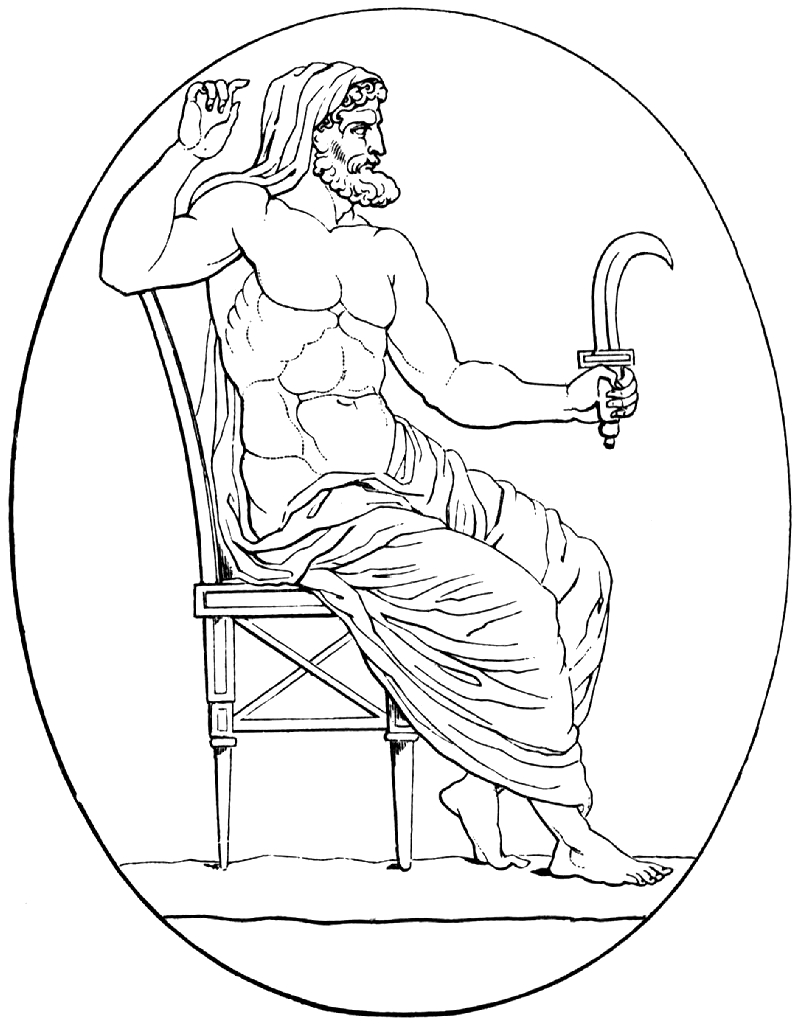
Cronos, armé de sa faucille ; d'après une gemme gravée (Aubin Louis Millin de Grandmaison, Galerie mythologique, 1811).

Chez Hésiode, deux vers du poème Les Travaux et les Jours présentent le règne de Cronos comme un Âge d'or une époque heureuse où les hommes vivaient dans la paix et l'abondance, en harmonie avec les dieux : « d'or fut la première race d'hommes périssables que créèrent les Immortels, habitants de l'Olympe. C'était au temps de Cronos quand il régnait encore au ciel. »
Pour Platon, dans Le Politique, la perfection initiale du monde sous le règne de Cronos s'explique par la présence du dieu sur la terre. Celui-ci réglait la vie des hommes selon la plus parfaite justice, dans un monde de paix et d'abondance. Voici comment dans Le Politique, l’Étranger décrit à Socrate la naissance et la vie des hommes sous Cronos :

« C’est Dieu lui-même qui veillait sur eux et les faisait paître, de même qu’aujourd’hui les hommes, race différente et plus divine, paissent d’autres races inférieures à eux. Sous sa gouverne, il n’y avait ni États ni possession de femmes et d’enfants ; car c’est du sein de la terre que tous remontaient à la vie, sans garder aucun souvenir de leur passé. Ils ne connaissaient donc aucune de ces institutions ; en revanche, ils avaient à profusion des fruits que leur donnaient les arbres et beaucoup d’autres plantes, fruits qui poussaient sans culture et que la terre produisait d’elle-même. Ils vivaient la plupart du temps en plein air sans habit et sans lit ; car les saisons étaient si bien tempérées qu’ils n’en souffraient aucune incommodité et ils trouvaient des lits moelleux dans l’épais gazon qui sortait de la terre. »

— Platon, Le Politique.

### La lutte pour le pouvoir: la Titanomachie

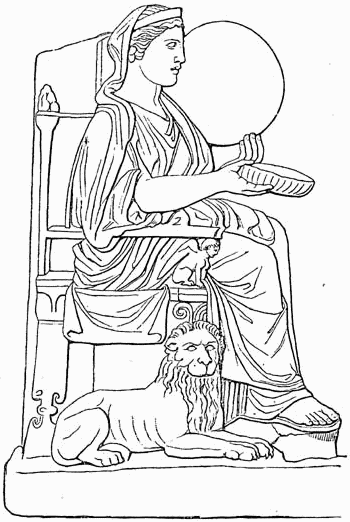
Rhéa, l'épouse du Titan Cronos.

Cependant, un oracle prédit à Cronos qu'un jour il serait lui aussi détrôné par un de ses propres fils. Pour éviter que cette prophétie se réalise, Cronos avala ses enfants dès que Rhéa (sa sœur et épouse) leur donnait naissance. Il engloutit donc successivement Hestia, Déméter, Héra, Hadès et Poséidon.
Rhéa, elle, répugnait à voir ses enfants mourir. Elle décida donc de protéger le prochain enfant pour que son mari ne puisse le dévorer. À nouveau enceinte, elle se réfugia en Crète et mit au monde son dernier-né, Zeus, dans une caverne du mont Ida. Elle mit au point une ruse pour que Cronos croie qu'il avait bien avalé l'enfant : elle donna à son mari une grosse pierre enveloppée de langes qui laissait à penser qu'il s'agissait de Zeus. Celui-ci fut élevé et nourri par la chèvre Amalthée et les nymphes Ida et Adrastée. Les Curètes furent chargés de faire suffisamment de bruit pour que le père, qui a l'oreille fine, n'entende pas son fils pleurer.
Devenu adulte, Zeus se révolta contre la tyrannie de son père. Il demanda tout d'abord à l'Océanide Métis de l'aider ; celle-ci fit avaler à Cronos un puissant vomitif et ce dernier se mit à recracher d'abord la pierre puis les enfants qu'il avait avalés. Ensuite, avec l'aide de ses frères, Zeus engagea et gagna la Titanomachie, la guerre contre Cronos et les Titans qui lui étaient restés fidèles. Durant cette guerre, Zeus sauva également les Hécatonchires et les Cyclopes, toujours détenus dans le Tartare. Reconnaissants de cette délivrance, les Cyclopes Argès, Brontès et Stéropès lui fournirent le foudre qui lui permit entre autres de gagner cette guerre.
Après sa victoire, Zeus partagea le monde avec ses frères Poséidon et Hadès. Zeus obtint le Ciel, Poséidon la Mer et Hadès le Monde des Enfers. Cronos et ses frères (à l'exception d'Océan, de Thémis, de Prométhée et d'Épiméthée, alliés de Zeus) furent envoyés dans le Tartare.

## La descendance des Titans

### Océanos et Téthys
Selon Hésiode dans la Théogonie, les Titans Océan et Téthys donnèrent naissance à trois mille Océanides, des nymphes des eaux, et à trois mille fleuves.

### Cronos et Rhéa
Cronos et Rhéa engendrèrent la première génération des Olympiens, qui prirent le pouvoir ensuite : Hestia, Déméter, Héra, Hadès, Poséidon et Zeus.

### Japet
Japet eut cinq fils avec une des filles d’Océan, Clymène : Atlas, Prométhée, Ménétios, Épiméthée, Hespéros.

### Hypérion et Théia
Hypérion et Théia donnèrent naissance à trois enfants : Hélios, Séléné et Éos, c’est-à-dire le soleil, la lune et l’aurore.

### Crios
Crios et Eurybie (fille de Gaïa et de Pontos, le flot marin) mirent au monde 3 fils : Astréos, Pallas et Persès.

### Céos et Phébé
Selon Hésiode, Céos et Phébé eurent deux filles : Astéria et Léto.

### Thémis
Seconde épouse de Zeus, Thémis mit au monde Astrée, les Moires et les Heures.

### Mnémosyne
Mnémosyne, une des compagnes de Zeus, engendra les neuf Muses.

## Origines proposées
Adrienne Mayor, dans The First Fossil Hunters: Paleontology In Greek and Roman Times, suggère que les fossiles de Deinotherium trouvés en Grèce ont pu contribuer à la naissance de mythes concernant les Titans.